# Kriegsmuseum Manege

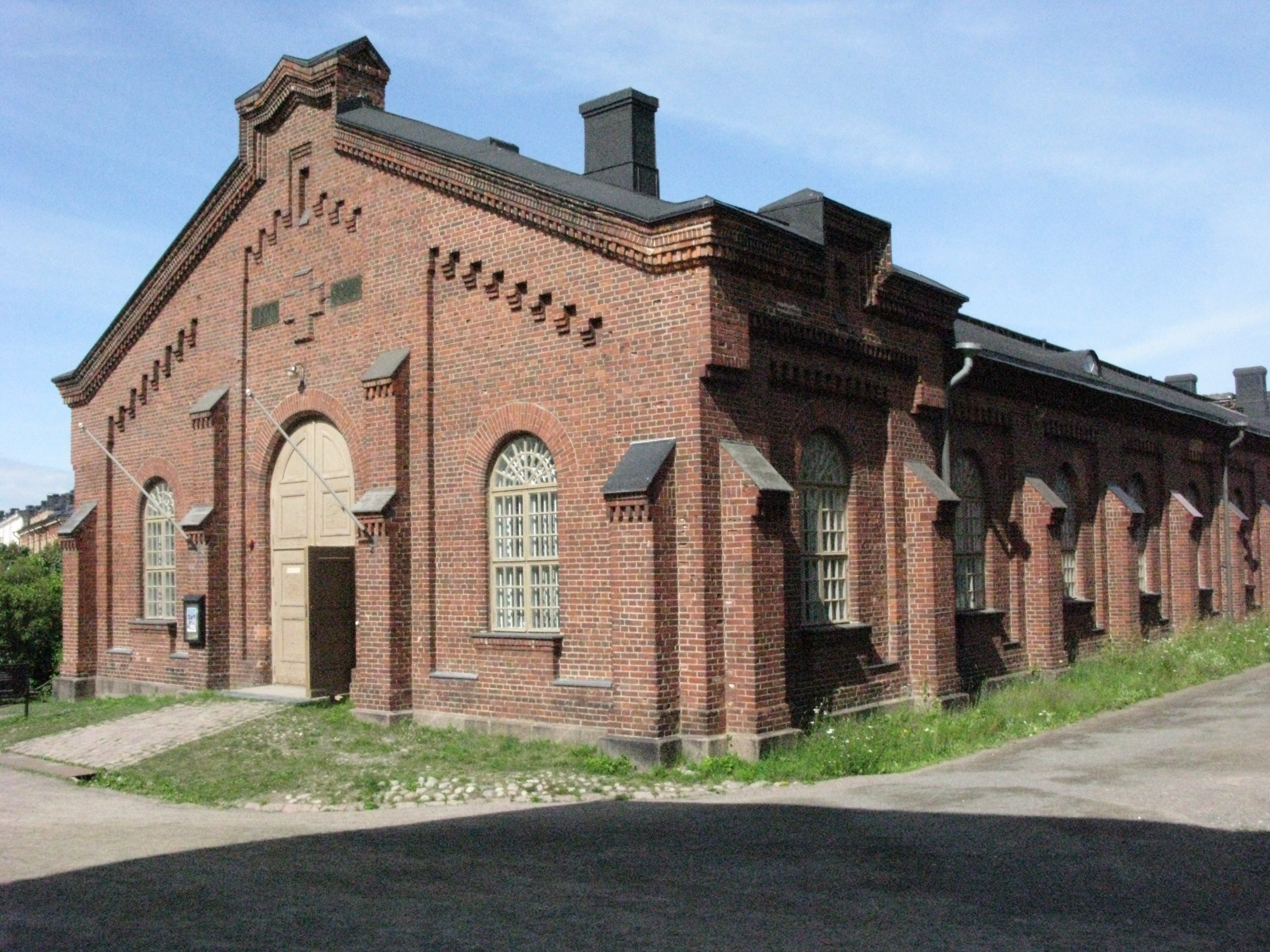
Das Gebäude Kriegsmuseum Manege in Helsinki

Die Manege ist eine Zweigstelle des Finnischen Kriegsmuseums, die sich auf der Insel Iso Mustasaari in Suomenlinna in Helsinki befindet. Die Manege wird als separate Tourismusattraktion geführt.
Die Halle wurde ursprünglich in den 1880er Jahren von den Russen als Lagerhalle für Geschütze gebaut. Die Ausstellung „Von der Autonomie bis zur Operation Atalanta“ wurde im Jahre 2012 geöffnet, die die finnische Militärgeschichte vom 19. Jahrhundert bis zur Gegenwart darstellt. In der Ausstellung wird auch die Zeit vor der Autonomie Finnlands dargestellt, aber das Hauptgewicht liegt auf den Finnischen Winterkrieg und Fortsetzungskrieg. Das Gebäude dient seit 1989 als Museum. Ungefähr 13.000 Menschen besuchen es jährlich.

## Geschichte

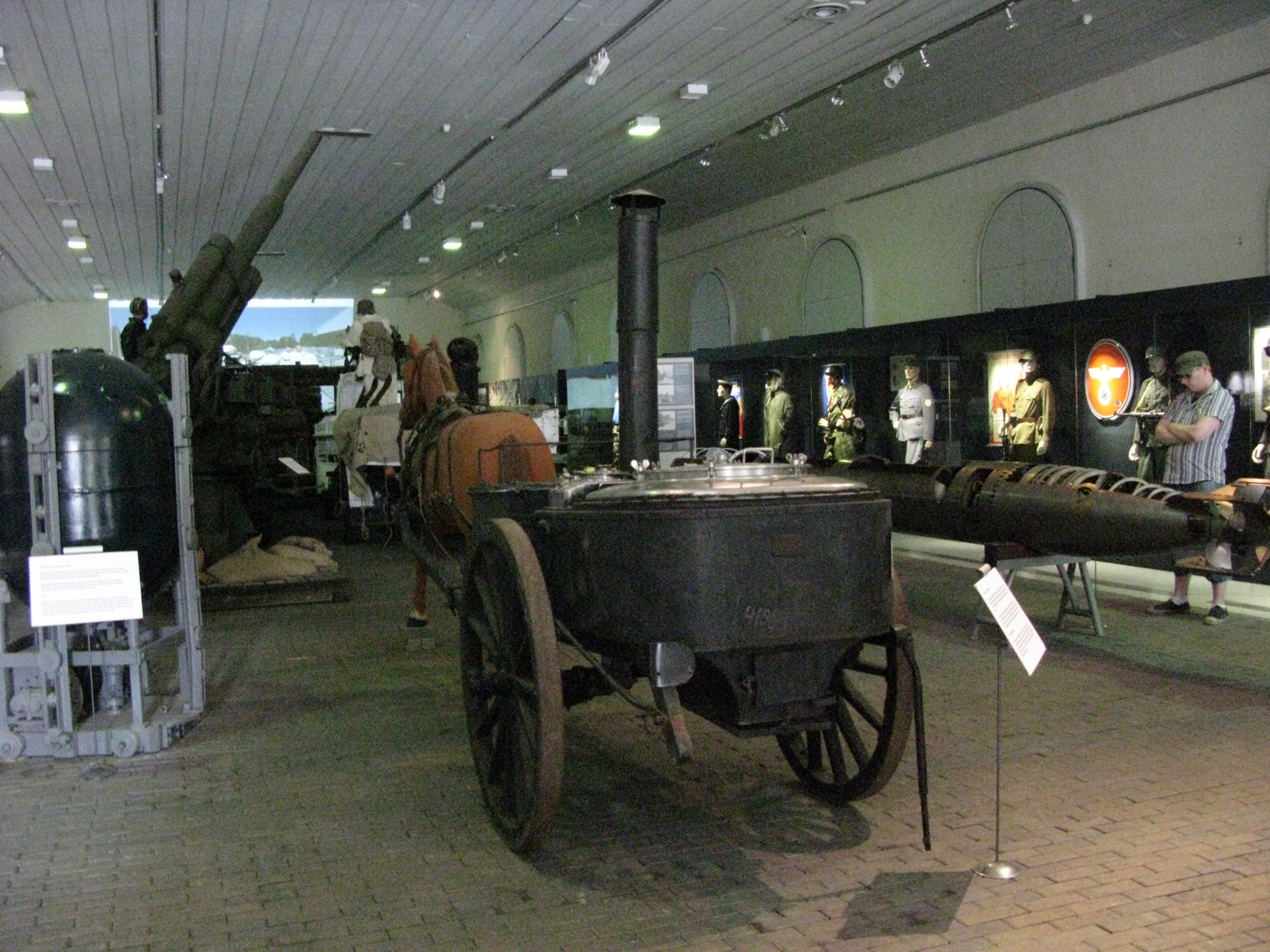
Halle

Die Manege wurde ursprünglich in den 1880er Jahren von den Russen als Lagerhalle für Geschütze gebaut. Das Gebäude wurde nach den Zeichnungen des Architekten Greifons gebaut. Greifon hat auch die Zeichnungen für die Strandkaserne von Suomenlinna gemacht. Die Manege wurde aus Ziegel gebaut und die Wände waren verputzt worden. Der ursprünglichen Boden wurde im Jahre 1908 durch einen neuen Betonboden ersetzt. Neben der großen Halle gibt es auch zwei kleinere Vorhallen neben den beiden Eingängen. In diesen Vorhallen gab es Heizöfen, die später in die große Halle versetzt wurden. Als Folge mussten neue Rauchfänge gebaut werden.
Die Russen haben die Manege hauptsächlich als Lagerhalle verwendet. Später diente die Halle unter anderem als Gymnastiksaal für die Soldaten der Garnisonen. Am Anfang der 1890er Jahre wurde auch ein Platz für das Orchester und für die Bühne samt den Ankleidezimmern sowohl für Frauen als auch für Männer gebaut. Auch wenn die Manege passend für viele Zwecken war, gab es in der Halle nie Pferde, trotz der Bezeichnung als Manege.
Nach der staatlichen Unabhängigkeit Finnlands im Jahre 1917 wurde auch Suomenlinna ein Teil Finnlands. Bald nach dem Ausbruch des finnischen Bürgerkrieges diente Suomenlinna als Kriegsgefangenenlager für die Soldaten der Roten Garde. Damals diente die Manege jedoch nur als Lagerraum und Werkstatt. Danach hat die Halle sowohl als Kinotheater als auch als Lagerraum für die Marine gedient. Während des finnischen Fortsetzungskrieges wurde in der Halle auch Basketball gespielt. Das Kriegsmuseum hat die Halle im Jahre 1974 in Gebrauch genommen.
Nachdem das Kriegsmuseum die Erlaubnis vom Staatsrat die Ausstellungstätigkeiten wieder zu beginnen bekommen hatte, wurde die Manege in Suomenlinna als Ausstellungshalle gewählt. Die gründliche Renovierung fand in den Jahren 1986–1987 statt. Während der Renovierung wurde unter anderem der Boden komplett repariert und die Heizöfen wurden entfernt.
Die heutige Ausstellung der Manege „Von der Autonomie bis zur Operation Atalanta“, die im Jahre 2012 geöffnet wurde, stellt die Geschichte und die Entwicklung der Finnischen Armee vom Jahre 1809 bis zur Gegenwart dar. In der Manege hat es auch Spezialausstellungen gegeben sowie die Ausstellung über das U-Boot Vesikko im Jahre 2011 und die Ausstellung über die finnischen Kriegsinvaliden im Jahre 2015.

## Ausstellung „Von der Autonomie bis zur Operation Atalanta“

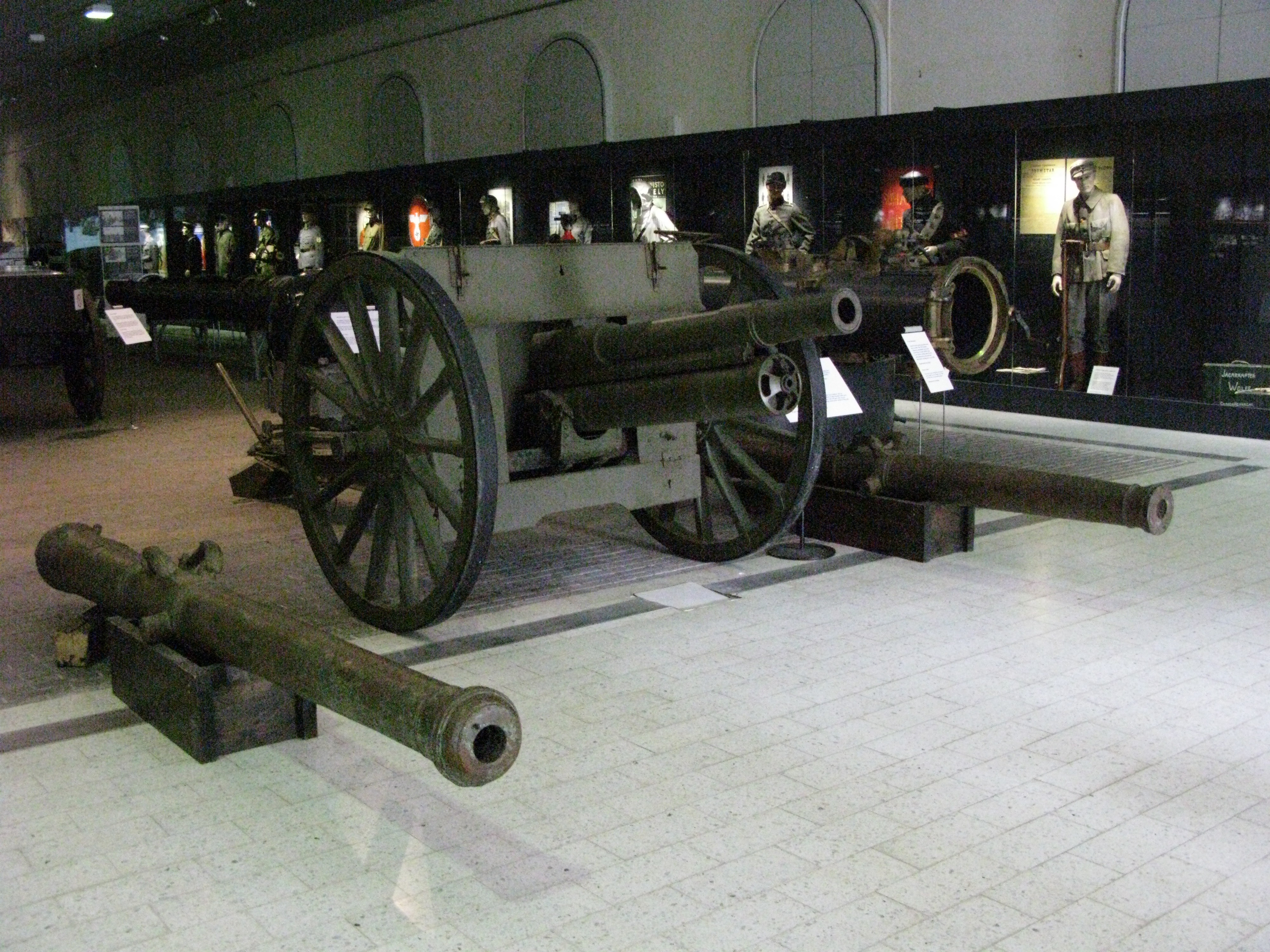
Verschiedene Geschütze sowie Torpedorohr

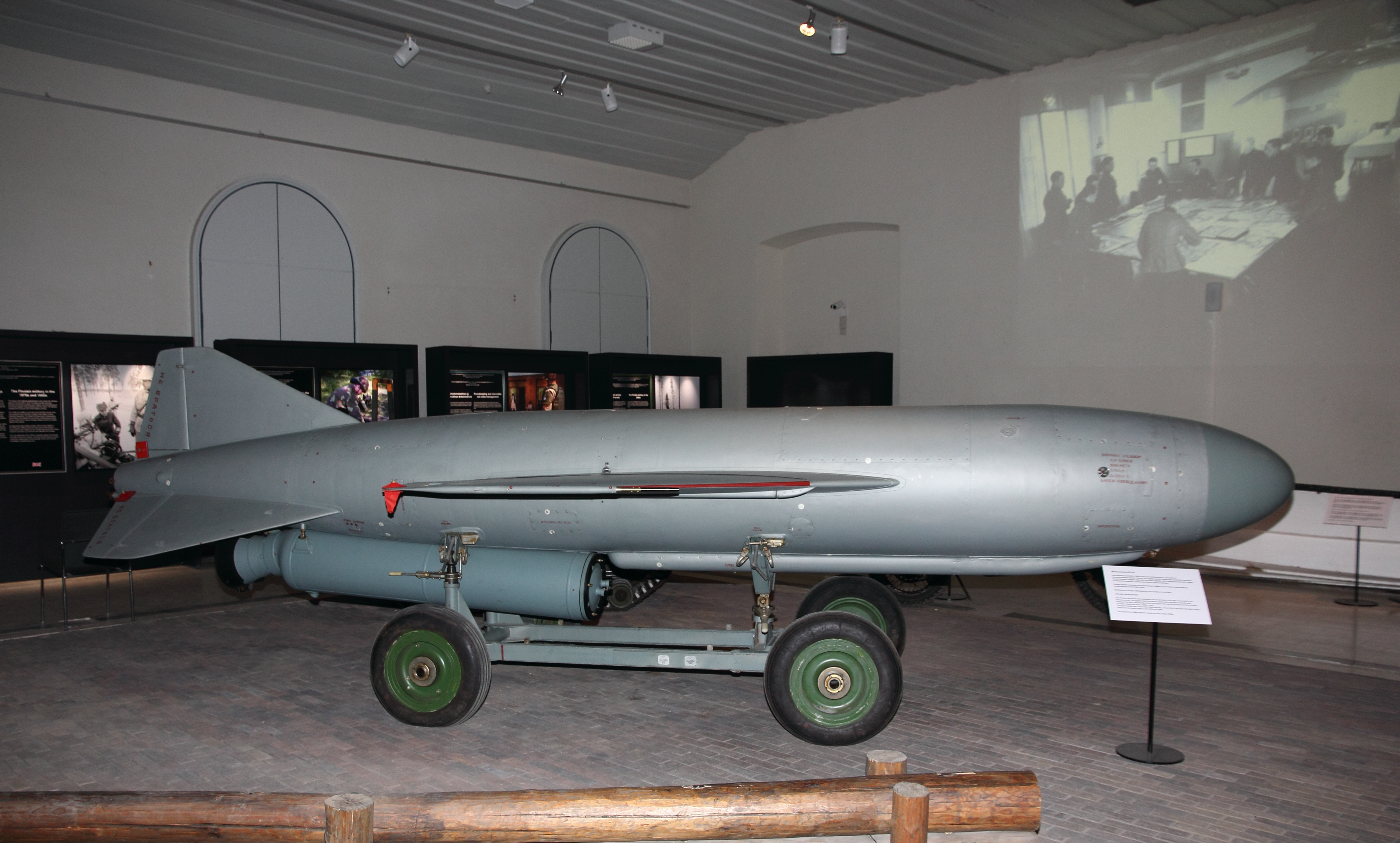
P-15 Termit, Anti-Schiff-Lenkwaffe

Die Ausstellung „Von der Autonomie bis zur Operation Atalanta“ befindet sich in der Ausstellungshalle der Manege. Die Ausstellung besteht aus der Vitrine für Militäruniformen, schweren Kampfgeräten und den vielsprachigen Tafeln über die Geschichte Finnlands. Die Infotexte in der Ausstellung sind sowohl auf Finnisch als auch auf Englisch, Schwedisch und Russisch geschrieben. Überdies gibt es auch in der Ausstellung eine Abteilung, in der es möglich ist, Uniformen aus verschiedenen Jahrzehnten anzuprobieren.
Unter der schweren Kampfgeräte gibt es Objekte von den 500 Jahre alten Kanonen bis zum Material aus der Operation Atalanta, zum Beispiel ein somalisches Piratenboot. Andere erwähnenswerte Objekte sind unter anderem eine 8,8-cm-FlaK Flugabwehrkanone, die auch Acht-Acht genannt wird, ein Feldkochherd, der von Pferden gezogen wurde, einen Vickers 6-ton Panzerwagen und auch neuere Ausrüstung, wie z. B. eine SS-N-2 Styx Anti-Schiff-Lenkwaffe und ein ATV.
Ein erwähnenswertes Objekt in der Ausstellung ist ein Torpedorohr, das zweimal mit einem Torpedoboot versank. Ursprünglich war das Torpedorohr in einem Torpedoboot Bditelnyih des russischen Kaiserreichs, das auf eine Mine im November 1917 fuhr. Danach wurde das Torpedorohr aus dem Meer hochgehoben und in einem finnischen Torpedoboot S2 installiert, das auch in der Nähe von Reposaari in einem Sturm im Oktober 1925 versank. Das Torpedorohr wurde im nächsten Jahr gehoben. Es wurde im Jahre 1930 ein Teil der Sammlung des finnischen Kriegsmuseums.